# Emanuel Schiffers
Emanuel (Emmanuel) Stepànovitx Schiffers (en rus: Эммануил Степанович Шифферс); (Sant Petersburg, 4 de maig de 1850 - 12 de desembre de 1904), fou un jugador i escriptor d'escacs jueu de Rússia, fill de pares emigrats d'Alemanya. Durant molts anys fou considerat el segon millor jugador rus, només rere Mikhaïl Txigorin.

## Resultats destacats en competició
El 1874 Emmanuel Schiffers va derrotar Andrei Khardín en un matx a Sant Petersburg, (5 victòries i 4 derrotes), cosa que li valgué la consideració de millor jugador rus.
Schiffers va mantenir la condició de Campió de Rússia durant gairebé deu anys, fins que fou batut pel seu alumne, Mikhaïl Txigorin, el 1880.
En el seu primer encontre, el 1873, en Schiffers fou capaç d'oferir a Txigorin (que també era de St. Petersburg) cavall d'avantatge. El 1878, jugant ja en igualtat de condicions, Schiffers perdé 7-3 el primer de dos matxos, però guanyà el segon per 7.5-6.5, uns resultats que varen servir per passar a considerar-lo el segon millor jugador de Rússia rere Txigorin. Varen jugar dos matxos posteriorment, el 1895 i el 1897, ambdós guanyats per Txigorin.
A Rostov del Don el 1896 hi va jugar un matx contra el vigent Campió del Món d'escacs Wilhelm Steinitz, perdent per 6.5–4.5.
Schiffers va jugar vuit grans torneigs a l'estranger entre Frankfurt 1887 i Colònia 1898, inclòs el Torneig de Viena 1898 (Kaiser-Jubiläumsturnier). El seu millor resultat fou a Hastings 1895 on hi acabà sisè, amb 12/21 (campió: Harry Pillsbury). El 1899 i 1900/01, fou segon, rere Txigorin, als 3r i 4t Campionats russos (Torneig de Mestres de Totes les Rússies).

## Escriptor i pedagog dels escacs
Schiffers era conegut com el "Professor d'escacs de Rússia". El 1889, va impartir les primeres lectures públiques de teoria escaquística a Rússia, a l'Associació d'Escacs de Sant Petersburg, i posteriorment també a altres ciutats.
Va escriure el llibre de teoria d'escacs Samouchitel shakhmatnoi igry (Pensament propi en escacs, publicat el 1906).